# Frank Winter
Frank Winter (* 8. Dezember 1970) ist ein deutscher Fernsehdarsteller.

## Leben
Winter kam als Laiendarsteller zum Fernsehen. Sein Einstieg bei der Reality-Seifenoper Berlin – Tag & Nacht erfolgte über ein Casting. Winter, der nebenbei eine Künstleragentur betrieb, hatte im Vorfeld bereits Tänzerinnen für die Serie vermittelt.
Seit 2011 ist er bei Berlin – Tag & Nacht zu sehen, in der er die Rolle des Piet Berger spielt. Er verkörpert den Geschäftsführer der Nachtclubs Matrix, zeitweise auch der Diskothek Ku’dorf. Bergers Diskotheken sind Hauptschauplätze der Serie, ebenso seine ehemalige Loftwohnung (Matrix-WG) am Paul-Lincke-Ufer.
Winter gehört seit 2011 (Folge 26) ohne Unterbrechung zum Cast der Serie, in der er von 2011 bis 2018 eine Hauptrolle und ab 2019 eine Nebenrolle spielt.
Winter, der in Berlin selbst einen Club betreiben soll, lebt mit seiner Freundin in Berlin.

## Filmografie
- 2010: Die Schnäppchenhäuser – Der Traum vom Eigenheim
- seit 2011: Berlin – Tag & Nacht
- 2016: Fake Reaction – Einer täuscht immer!